# Зароновское
Заро́новское (бел. Заро́нава) — озеро в Витебском районе Витебской области Беларуси. Расположено в 25 км на северо-запад от Витебска на границе с Шумилинским районом в бассейне реки Шевинка (Зароновка).
Площадь озера 3,61 км², длина 7,6 км, наибольшая ширина 1,05 км, наибольшая глубина 13,5 м. Площадь водосбора 147 км².
Береговая линия извилистая, в западной и восточной части многочисленные заливы. Котловина озера ложбинного типа, вытянутая с северо-запада на юго-восток. Склоны котловины пологие высотой до 17 м. Подводная часть котловины разделена на несколько замкнутых плёсов глубиной более 10 м. Берега высотой до 0,5 м, песчаные и песчано-галечные. В юго-восточной части озера 5 островов общей площадью 0,03 км².
Мелководье занимает около 39 % площади. Дно на мелководье песчаное и песчано-галечное с валунами. Глубоководная часть покрыта глинистым илом.
Озеро слабопроточное, эвтрофное. Зарастает до глубин 3—5 м. Ширина полосы прибрежной растительности 5—20 м, в заливах до 75 м. В озеро впадает 12 ручьёв (один из них из озера Княжно) и вытекает река Зароновка.
В озере обитают окунь, щука, лещ, плотва, краснопёрка, линь, судак, налим и другие виды рыб.
Рядом с озером расположены деревни Зароново, Гришаны, Жигалово, Симоновщина. Вдоль озера проходит автодорога из Витебска (через Зароново, Гребниц, Мосорево) до автодороги Р114.